# (1762) Russell
(1762) Russell est un astéroïde de la ceinture principale, découvert à l'observatoire Goethe Link près de Brooklyn, dans l'Indiana.
Il est nommé d'après l'astronome américain Henry Norris Russell.